# Новые Кодряны
Новые Кодряны также Кодрений Ной (рум. Codrenii Noi) — село в Дондюшанском районе Молдавии. Наряду с сёлами Фрасин и Карайман входит в состав коммуны Фрасин.

## География
Село расположено на высоте 186 метров над уровнем моря.

## Население
По данным переписи населения 2004 года, в селе Новые Кодряны проживает 719 человек (353 мужчины, 366 женщин).
Этнический состав села:
| Национальность | Число жителей | Процентный состав |
| -------------- | ------------- | ----------------- |
| украинцы       | 362           | 50,35             |
| молдаване      | 320           | 44,51             |
| русские        | 33            | 4,59              |
| болгары        | 1             | 0,14              |
| прочие         | 3             | 0,42              |
| Всего          | 719           | 100 %             |